# Ла-Мот-Тийи
Ла-Мот-Тийи́ (фр. La Motte-Tilly) — коммуна во Франции, находится в регионе Шампань — Арденны. Департамент — Об. Входит в состав кантона Ножан-сюр-Сен. Округ коммуны — Ножан-сюр-Сен.
Код INSEE коммуны — 10259.
Коммуна расположена приблизительно в 95 км к юго-востоку от Парижа, в 90 км юго-западнее Шалон-ан-Шампани, в 55 км к северо-западу от Труа.

## Население
Население коммуны на 2008 год составляло 367 человек.
| 1962 | 1968 | 1975 | 1982 | 1990 | 1999 | 2008 |
| ---- | ---- | ---- | ---- | ---- | ---- | ---- |
| 232  | 251  | 254  | 275  | 330  | 327  | 367  |

## Экономика
В 2007 году среди 231 человека в трудоспособном возрасте (15—64 лет) 183 были экономически активными, 48 — неактивными (показатель активности — 79,2 %, в 1999 году было 70,7 %). Из 183 активных работали 169 человек (97 мужчин и 72 женщины), безработных было 14 (5 мужчин и 9 женщин). Среди 48 неактивных 12 человек были учениками или студентами, 15 — пенсионерами, 21 были неактивными по другим причинам.

## Достопримечательности
- Замок Ла-Мот-Тийи (XVIII век). Памятник истории с 1943 года[3]
- Церковь XVI века. Памятник истории с 1962 года[4]

## Фотогалерея

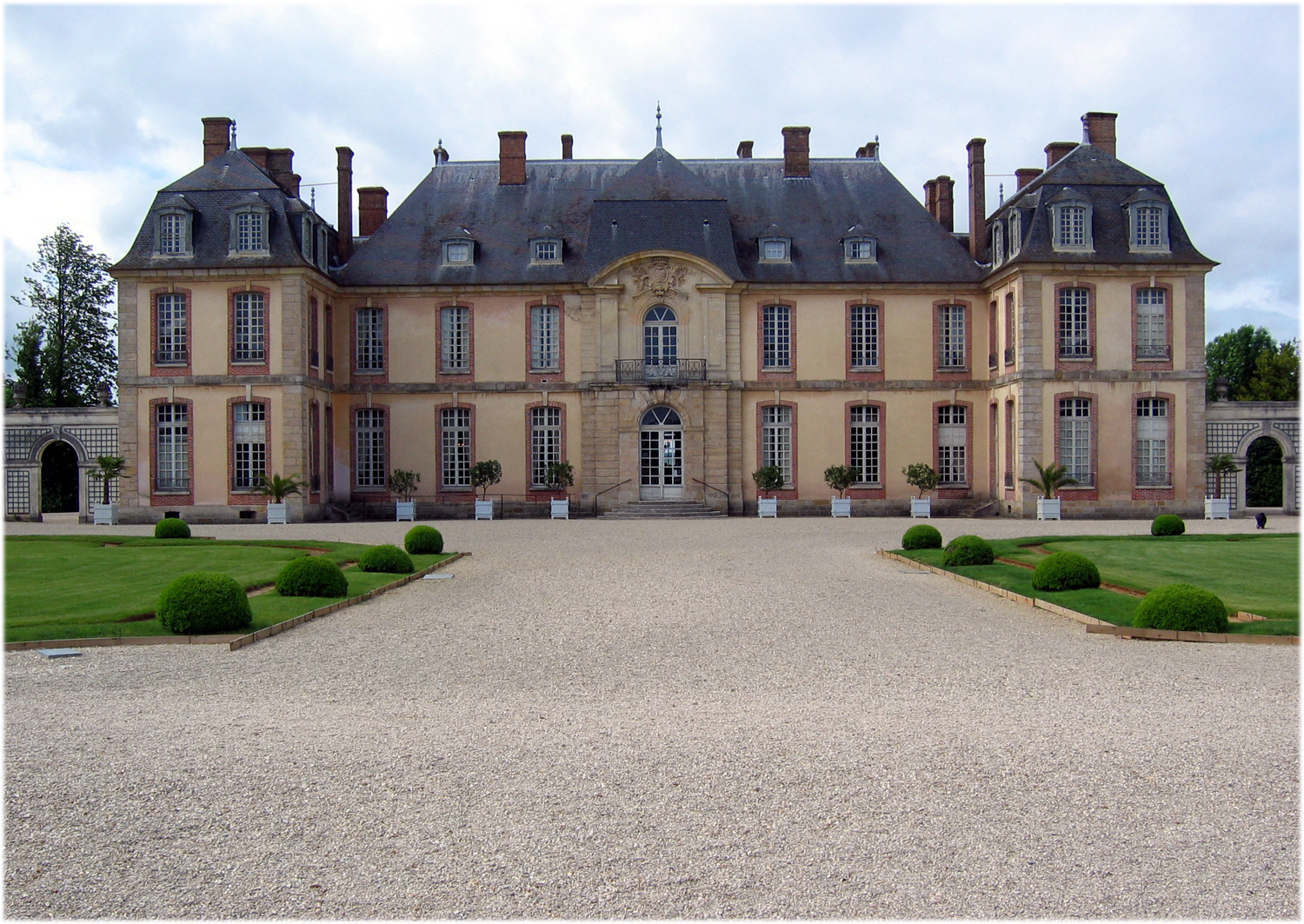
Замок Ла-Мот-Тийи
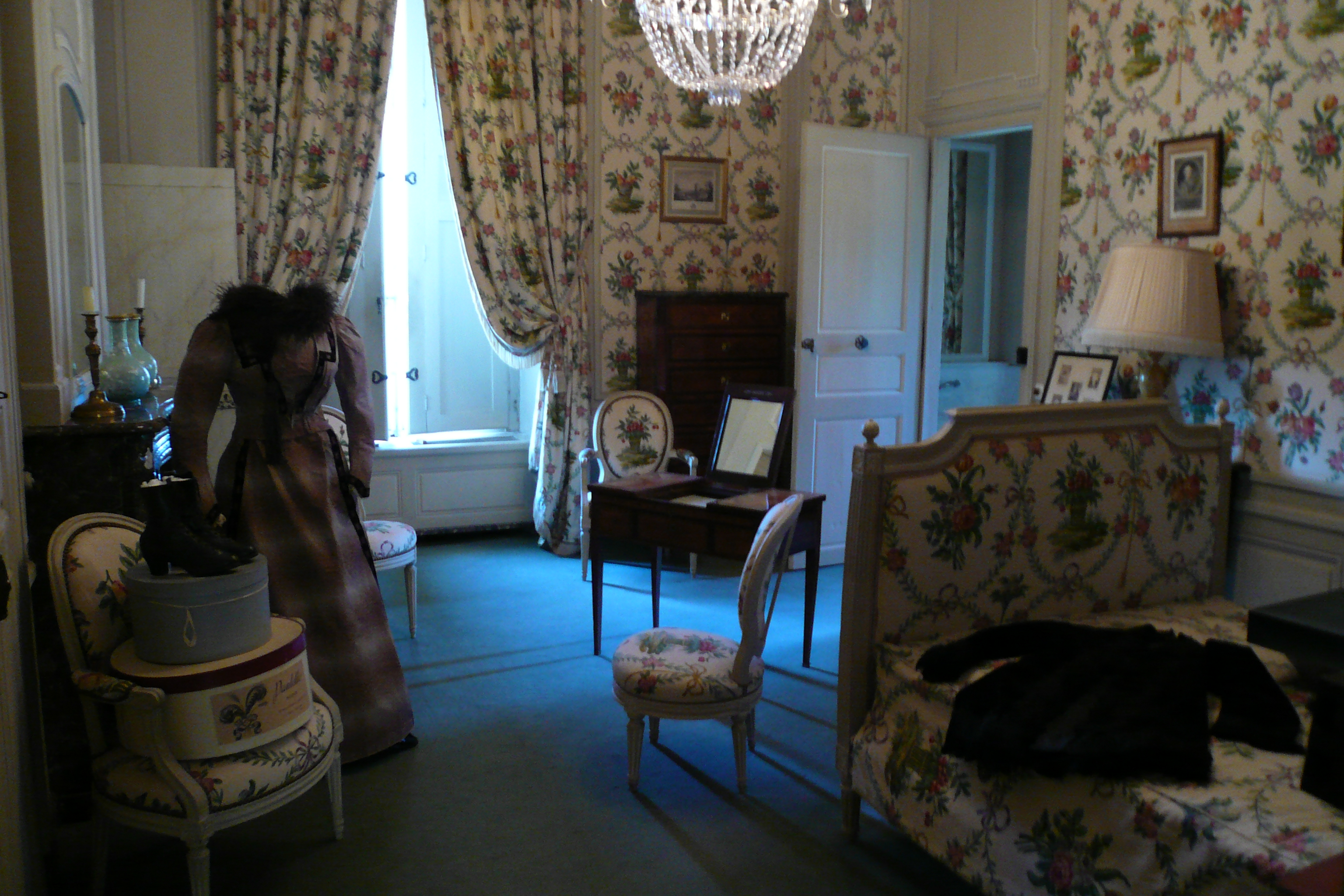
Спальня в замке
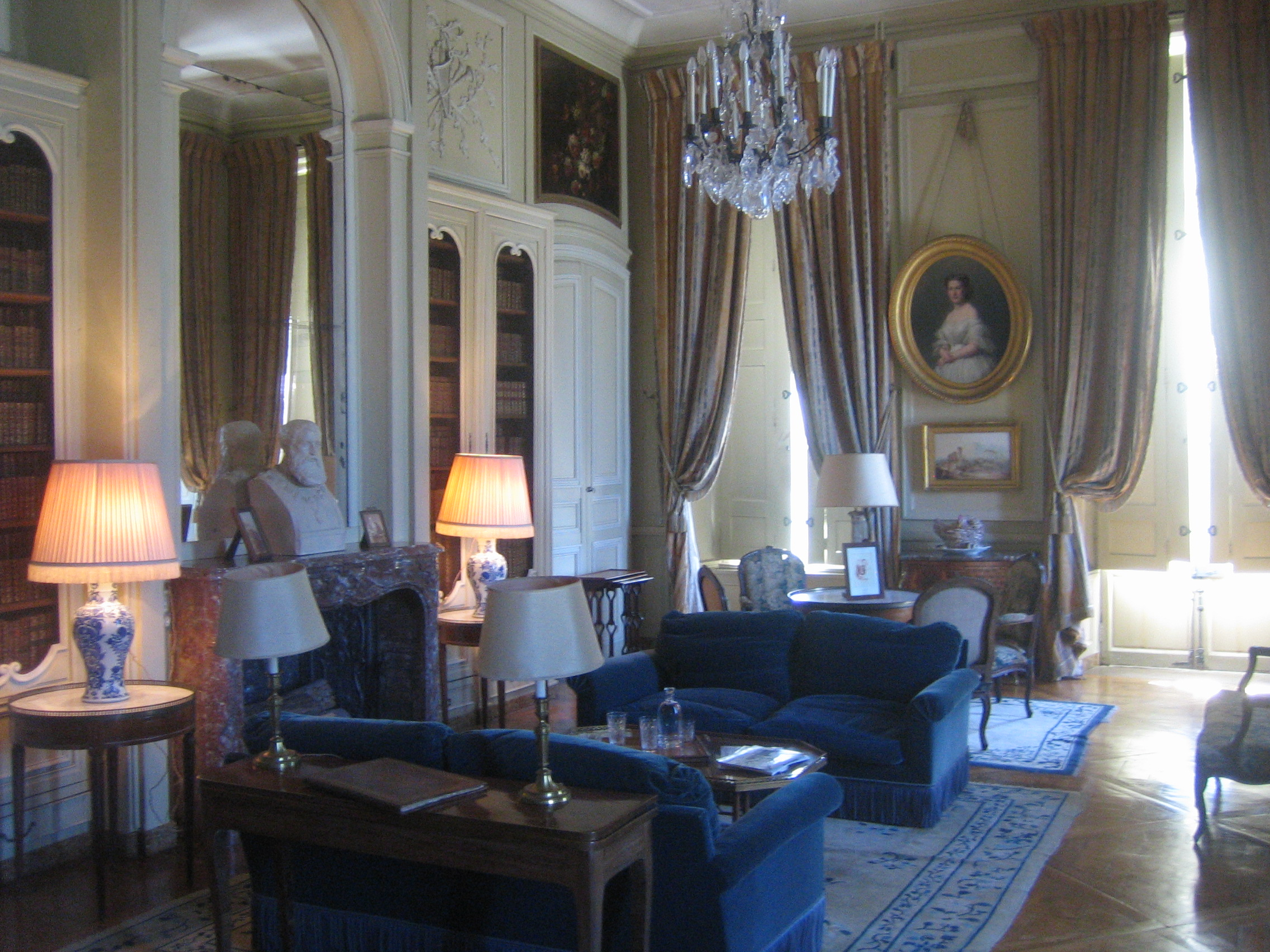
Библиотека в замке
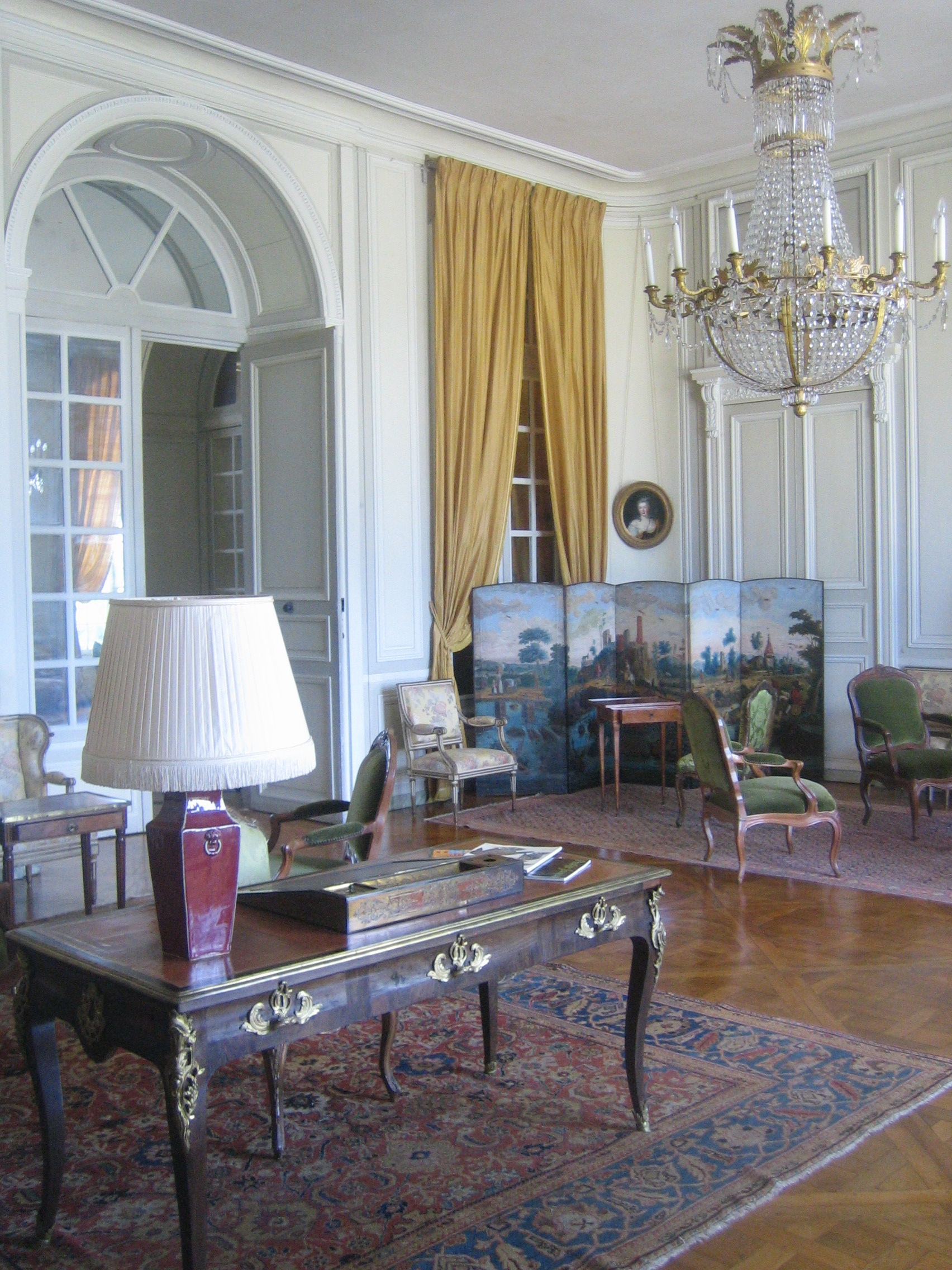
Рабочий кабинет в замке